# Obereopsis angolensis
Obereopsis angolensis är en skalbaggsart som beskrevs av Stefan von Breuning 1958. Obereopsis angolensis ingår i släktet Obereopsis och familjen långhorningar.
Artens utbredningsområde är Angola. Inga underarter finns listade i Catalogue of Life.